# 馬諾利斯·皮拉沃夫
馬諾利斯·瓦西里耶維奇·皮拉沃夫（羅馬化：Manolis Vasilyevich Pilavov；1964年3月24日—2025年7月3日）是烏克蘭親俄政治家、合作者和體育行政人員，他曾在自稱獨立、實為俄羅斯魁儡的「卢甘斯克人民共和国」（LPR）政府統治下的烏克蘭東部城市盧甘斯克擔任「市長」。
皮拉沃夫在這之前曾擔任過盧甘斯克州足球聯盟主席，也曾在2009年短暫擔任盧甘斯克索爾亞足球俱樂部主席。在進入政界和體育界之前，皮拉沃夫曾是土木工程師。
皮拉沃夫曾是親俄政黨地区党的黨員，是2014年尊严革命的堅決反對者。LPR在同年成立後，皮拉沃夫隨即被分離主義當局任命為盧甘斯克市市長，直到2023年卸任。烏克蘭國家安全局宣布他是非法武裝團體成員，並因涉嫌恐怖主義活動而被通緝。
2025年7月3日，皮拉沃夫在盧甘斯克市中心街頭被炸彈炸死。

## 生平
馬諾利斯·皮拉沃夫於1964年3月24日出生在蘇聯格鲁吉亚苏维埃社会主义共和国的一個混血家庭，其家族有俄羅斯人、奥塞梯人、喬治亞人、希臘人和亚美尼亚人血統。他很小的時候就搬到了盧甘斯克市（當時被稱為伏羅希洛夫格勒）。皮拉沃夫於1981年畢業於伏羅希洛夫格勒建築學院，之後他又在盧甘斯克國立農業大學取得農業建築學位。
皮拉沃夫於1986年7月在伏羅希洛夫格勒工業區（Voroshilovgradpromstroy trust）就職，最初在第4建築部擔任油漆工，同年12月升職至第2建築部領班，到了1989年12月他已經成為生產技術機械設備部部長。自1990年10月起，皮拉沃夫他先後擔任盧甘斯克州列寧區和若夫特涅維區住房維護協會主席。1998年，皮拉沃夫成為盧甘斯克市執行委員會住房部門第一副主任和卡緬諾布羅德斯基區議會（Kamennobrodsky district council）執行機構活動委員會第一副主席。2001年，皮拉沃夫從東烏克蘭國立大學畢業，取得了公共服務學位。皮拉沃夫於2002年4月出任盧甘斯克市副市長，負責行政機構活動。
2002年6月，他成為地區性公共企業「盧甘斯克沃達」（Luganskvoda）的總經理。2004年2月，他成為卡緬諾布羅德斯基區議會副主席。2006年4月，他成為盧甘斯克市第一副市長。2009年，他接任盧甘斯克州足球聯盟主席。 
2014年隨著顿巴斯親俄動亂與戰爭的爆發，皮拉沃夫與LPR合作、維護盧甘斯克市的經濟，之後隨著同樣也是親俄合作者的市長謝爾希·克拉夫琴科被烏軍收押後，他接管了該市的領導權，並於2014年12月2日根據LPR總統伊戈爾·普洛特尼茨基的命令成為盧甘斯克市的市長。烏克蘭政府隨後根據《烏克蘭刑法》第258條對他提出涉及支持武裝團體的指控。

## 死亡
2025年7月3日，皮拉沃夫在盧甘斯克市中心的塔拉斯·舍甫琴科街因簡易爆炸裝置爆炸身亡。此事被與LPR合作的當地媒體證實，地方當局已展開刑事調查。